# Over (cricket)
Nel gioco del cricket un over è una frazione di gioco caratterizzata da una sequenza di lanci validi eseguiti da un unico lanciatore verso il battitore situato sul lato opposto del pitch.
Attualmente in tutte le forme di cricket un over è una sequenza di sei lanci validi (sono quindi esclusi dal computo eventuali wide, no ball, ecc.) eseguiti da un unico lanciatore designato dal capitano della squadra al lancio verso il battitore della squadra in battuta situato dal lato opposto del pitch. L'over deve il suo nome al fatto che si tratta della parola pronunciata dall'arbitro dopo il sesto lancio valido per indicare che la squadra al lancio deve cambiare il lanciatore. 
Dopo l'avvicendamento dei lanciatori la partita riprende con un altro over in cui i lanci però dovranno necessariamente essere effettuati dal lato opposto a quello precedente (e quindi diretti verso il lato precedentemente usato dal lanciatore dell''over concluso). La sequenza di lanci deve essere eseguita obbligatoriamente da un solo lanciatore, è prevista la sua sostituzione per l'over in corso solo ed esclusivamente nel caso in cui un lanciatore non possa completare l'over in corso per infortunio o perché allontanato da un arbitro per comportamento scorretto.
Come detto nel caso il lanciatore commetta dei lanci non validi, questi non saranno conteggiati nel computo per terminare l'over, e l'arbitro assegnerà un numero variabile di runs (penalty runs).

## Storia
Sin dalla stagione 1979/80 tutti gli overs del test cricket sono caratterizzati da sei lanci. In precedenza le regole sono variate più volte a seconda del luogo e della competizione.
Inghilterra
- 1880: 4
- 1889: 5
- 1900: 6
- 1939: 8
- 1946: 6

Australia
- 1876/77: 4
- 1891/92: 6
- 1924/25: 8
- 1928/29: 6
- 1936/37: 8
- 1979/80: 6

Sudafrica
- 1888/89: 4
- 1891/92: 5
- 1902/03: 6
- 1938/39: 8
- 1961/62: 6

Nuova Zelanda
- 1929/30: 6
- 1968/69: 8
- 1979/80: 6

Pakistan
- 1954/55: 6
- 1974/75: 8
- 1978/79: 6

In India, Indie Occidentali Britanniche, Sri Lanka, Zimbabwe, Bangladesh si sono sempre disputati su 6 lanci.

## Record
- Il record di runs marcate in un solo over appartiene al sudafricano Herschelle Gibbs, che in una partita ODI realizzò un over perfetto marcando 36 runs, ovvero 6-6-6-6-6-6 il massimo ottenibile. A livello di Test cricket il record è 28 ed è condiviso tra il caraibico Brian Lara (4–6–6–4–4–4) e l'australiano George Bailey (4–6–2–4–6–6)
- Per quanto riguarda i lanciatori, il record di wicket ottenuti in un singolo over appartiene al singalese Lasith Malinga con 4 wicket consecutivi.